# Амендолара
Амендолара (італ. Amendolara, сиц. Amennulara) — муніципалітет в Італії, у регіоні Калабрія,  провінція Козенца.
Амендолара розташована на відстані близько 410 км на південний схід від Рима, 120 км на північ від Катандзаро, 80 км на північ від Козенци.
Населення — 2976 осіб (2014).
Щорічний фестиваль відбувається 5 квітня. Покровитель — San Vincenzo Ferreri.

## Демографія
Населення за роками:

Станом на 1 січня 2023 року в муніципалітеті офіційно проживало 99 іноземців з 19 країн, серед них 50 громадян країн Євросоюзу.

## Сусідні муніципалітети
- Альбідона
- Кастрореджо
- Оріоло
- Розето-Капо-Спуліко